# Robert Kraft
Robert K. Kraft, född 5 juni 1941 i Brookline, Massachusetts, är en amerikansk entreprenör och företagsledare som är listad av Forbes som världens 298:e rikaste person 2016 med en förmögenhet på $ 5,2 miljarder.
Kraft grundade The Kraft Group, ett holdingbolag som förvaltar flera olika företag inom papper, förpackningar, underhållning, sport, fastigheter och investment. Han är fortfarande både ordförande och VD för The Kraft Group.
Han äger genom sitt bolag det framgångsrika amerikanska fotbollslaget New England Patriots i NFL och fotbollslaget New England Revolution i MLS.